# 萩野なつみ
萩野 なつみ（はぎの なつみ、1982年 - ）は日本の詩人。詩誌「Aa」、「ガーネット」同人。

## 経歴
千葉県生まれ。2005年早稲田大学人間科学部卒業。在学中は児童文学研究会に所属。2010年から2011年にかけて「現代詩手帖」に投稿。
詩作を始めるきっかけとして、アンデルセン『絵のない絵本』と、教科書に掲載されていた三好達治の詩との出会いを挙げている。
2017年、第一詩集『遠葬』にて第22回中原中也賞の候補となる。同書で第28回歴程新鋭賞を受賞。2021年、『トレモロ』で第26回中原中也賞および、第71回H氏賞の候補。

## 作品リスト
- 『風紋』私家版、2014年。※カニエ・ナハによる手製本。
- 『遠葬』思潮社、2016年。ISBN　978-4-7837-3536-6
- 『トレモロ』七月堂、2020年。ISBN　978-4-87944-425-7